# Houldah

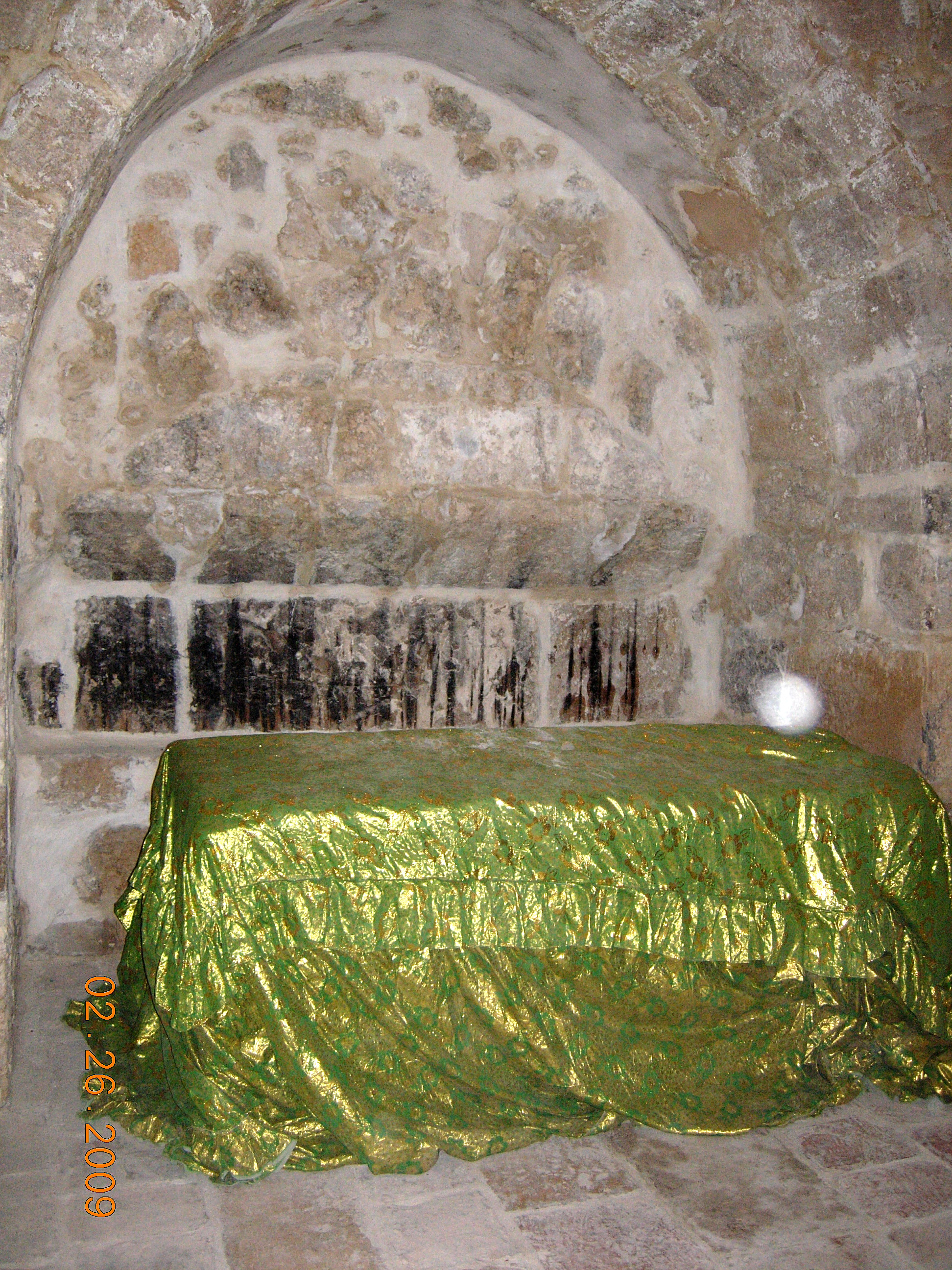
Tombe de Houldah, Cimetière juif du mont des Oliviers

Houldah (en hébreu חֻלְדָּה) est une prophétesse brièvement mentionnée dans les livres des Rois et les Livres des Chroniques. Après la découverte des Tables de la loi lors de la rénovation du Temple de Salomon, ordonnée par Josias, Hilkiah, Ahikam, Asaiah, Achbor, et Shaphan l'ont consultée pour connaître l'avis de Dieu. 
Elle était la femme de Shallum et vivait dans le deuxième quartier de Jérusalem.
Selon l'interprétation rabbinique, Huldah et Deborah ont été les principales femmes prophétesses enseignées dans le Nevi'im, alors que d'autres femmes sont pourtant citées.[réf. nécessaire] Huldah signifie "belette" ou "taupe", et "Deborah" signifie "abeille" ou "guêpe".

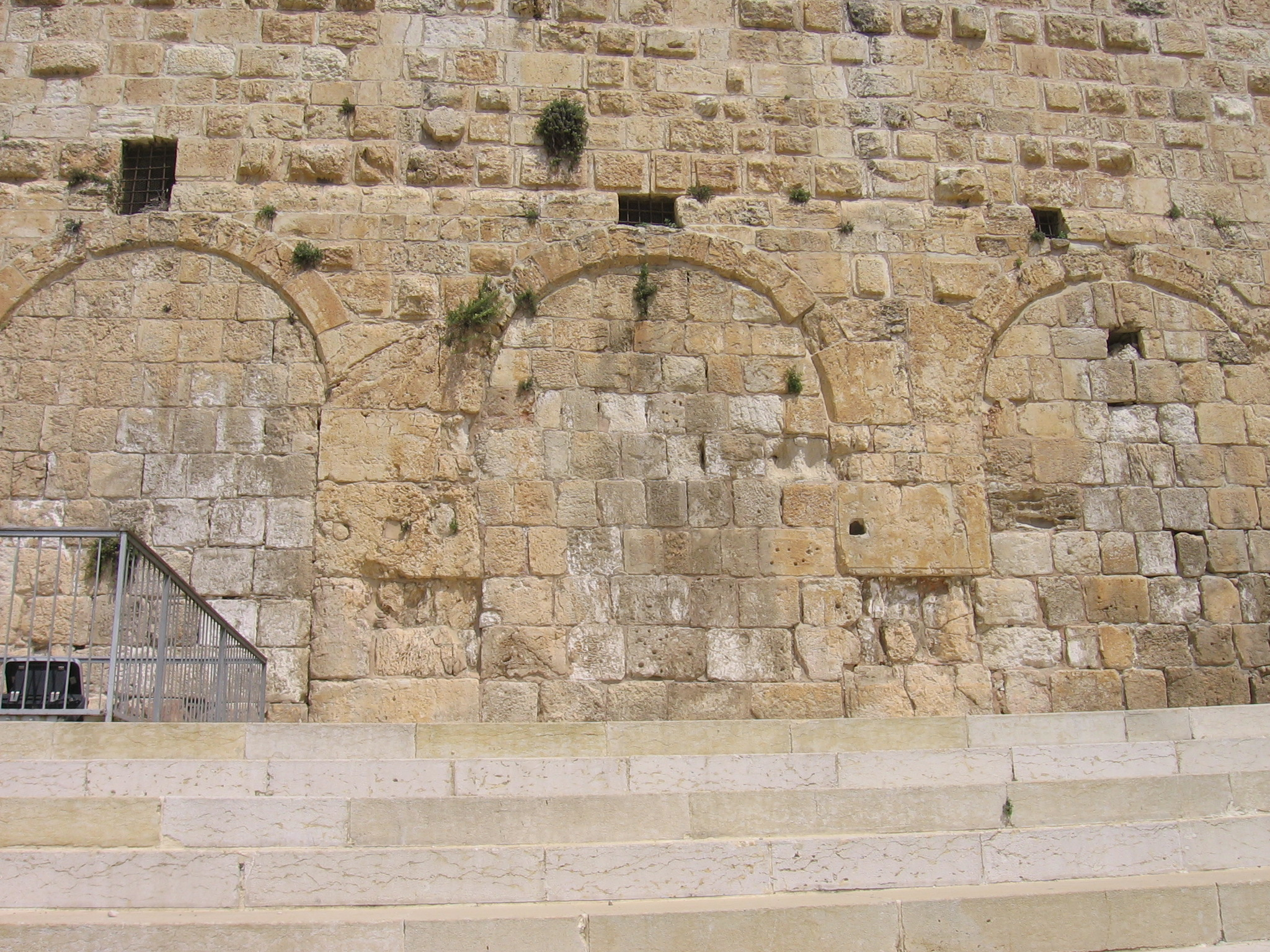
Les portes de Houldah

Houldah a donné son nom aux Portes de Houldah situées dans la muraille méridionale du Mont du Temple dans la vieille ville de Jérusalem.

## Houldah dans la Bible
La Bible raconte comme suit la consultation de Houldah :
D'après le Deuxième Livre des Rois, pendant la dix-huitième année de son règne, Josias ordonne que l'on répare les dégradations du Temple de Salomon. À cette occasion, le grand prêtre Helcias déclare avoir trouvé un exemplaire du "Livre de la Loi" dans le Temple. 
11. "Et il en fit la lecture en présence du roi..." 
Après en avoir entendu la lecture, Josias pleure et envoie consulter son Dieu, car il estime que, depuis longtemps, son royaume ne vit pas selon la Loi divine.. 
11. "...Quand le roi entendit la lecture du texte du livre de la Loi, il déchira ses vêtements ;"
12. "et il donna cet ordre au prêtre Helcias, à Ahicam, fils de Saphan, à Achobor, fils de Micha, au scribe Saphan et à son valet Azarias :"
13. "Allez de ma part consulter le Seigneur, de la part du peuple et de tout Juda au sujet du contenu de ce livre qu'on vient de découvrir. Grande doit être la colère du Seigneur contre nous parce que nos pères n'ont pas obéi aux paroles de ce livre et n'ont pas mis en pratique tout ce qui y est prescrit."
Ses serviteurs s'adressent alors à la prophétesse Houlda. Elle répond que Dieu a effectivement condamné le royaume de Juda,  mais Josias, qui a bien réagi au rappel de la Loi, n'assistera pas à ce malheur. 
20. "C'est pourquoi je vais te réunir à tes pères ; tu seras recueilli en paix dans ton sépulcre, et tes yeux ne verront pas les calamités que je vais faire fondre sur ce pays." 
Josias organise alors une lecture publique du livre au Temple de Salomon, puis ordonne d'éradiquer tout culte qui n'est pas le sien dans le royaumes de Juda . Pour cela, il s'attaque aux idoles, aux lieux de culte et aux prêtres ; cet acte constitue ce que l'on appelle la réforme de Josias. En particulier, il démolit le veau d'or érigé trois siècles plus tôt à Béthel par Jéroboam Ier, roi d'Israël. Puis il ordonne à son peuple de célébrer la fête annuelle de Pâque, qui est signalée comme la plus belle depuis le temps des Juges ..

## Site funéraire
La localisation du site funéraire de Houldah fait l'objet de deux versions différentes. La Tossefta rapporte que le site funéraire de Houldah se trouve entre les murs de Jérusalem. 
Durant le Moyen Âge, une seconde version vit le jour identifiant le site funéraire dans une tombe creusée dans la roche près d'une mosquée au Mont des Oliviers. La tombe est un lieu sacré pour les Juifs, les Musulmans et les Chrétiens
.

## Postérité
- Houldah figure parmi les 1 038 femmes référencées dans l'œuvre d’art contemporain The Dinner Party (1979) de Judy Chicago. Son nom y est associé à Judith[8],[9].